# Andrena vaulogeri
Andrena vaulogeri är en biart som beskrevs av Pérez 1895. Andrena vaulogeri ingår i släktet sandbin, och familjen grävbin. Inga underarter finns listade i Catalogue of Life.